# Elizabeth Boott
Pour les articles homonymes, voir Boott.
Elizabeth "Lizzie" Otis Lyman Boott, née le 13 avril 1846 à Boston dans le Massachusetts et morte le 22 mars 1888 à Florence en Italie, est une peintre américaine.

## Biographie
Fille du compositeur Francis Boott, elle étudie pendant plusieurs années avec la classe de William Morris Hunt pour les femmes à Boston puis avec Thomas Couture à Villiers-le-Bel. Le 25 mars 1886, elle se marie à Paris avec le peintre Frank Duveneck qui devient également son professeur.
Elle est un des modèles pour les personnages de Portrait de femme, de La Coupe d'or et de plusieurs autres romans et récits d'Henry James.

## Œuvres

### Musées détenant ses œuvres
- Cincinnati Art Museum
- Musée des beaux-arts de Boston
- Brooklyn Museum
- Smithsonian American Art Museum, Washington

### Galerie

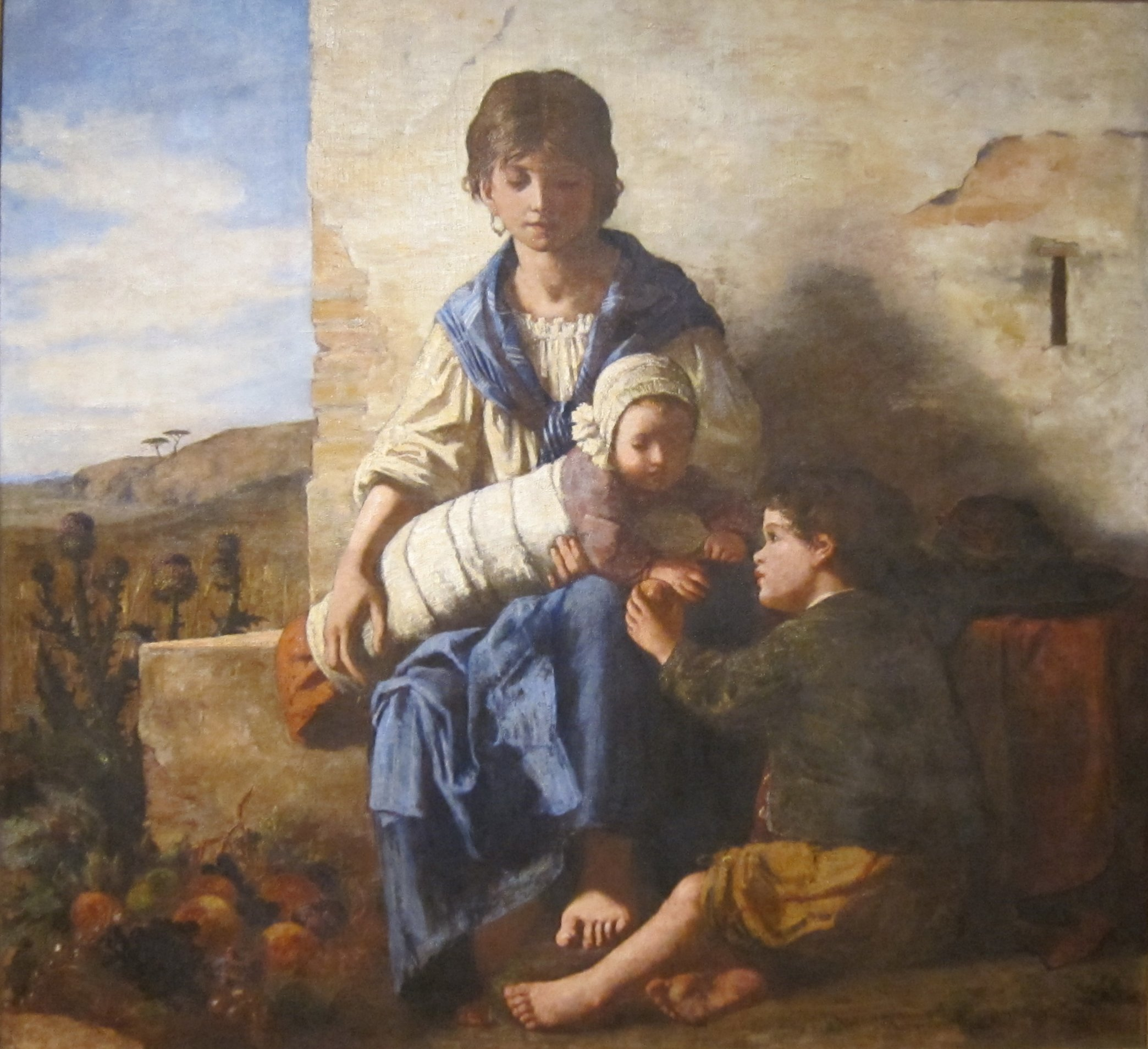
Woman and Children (1877)
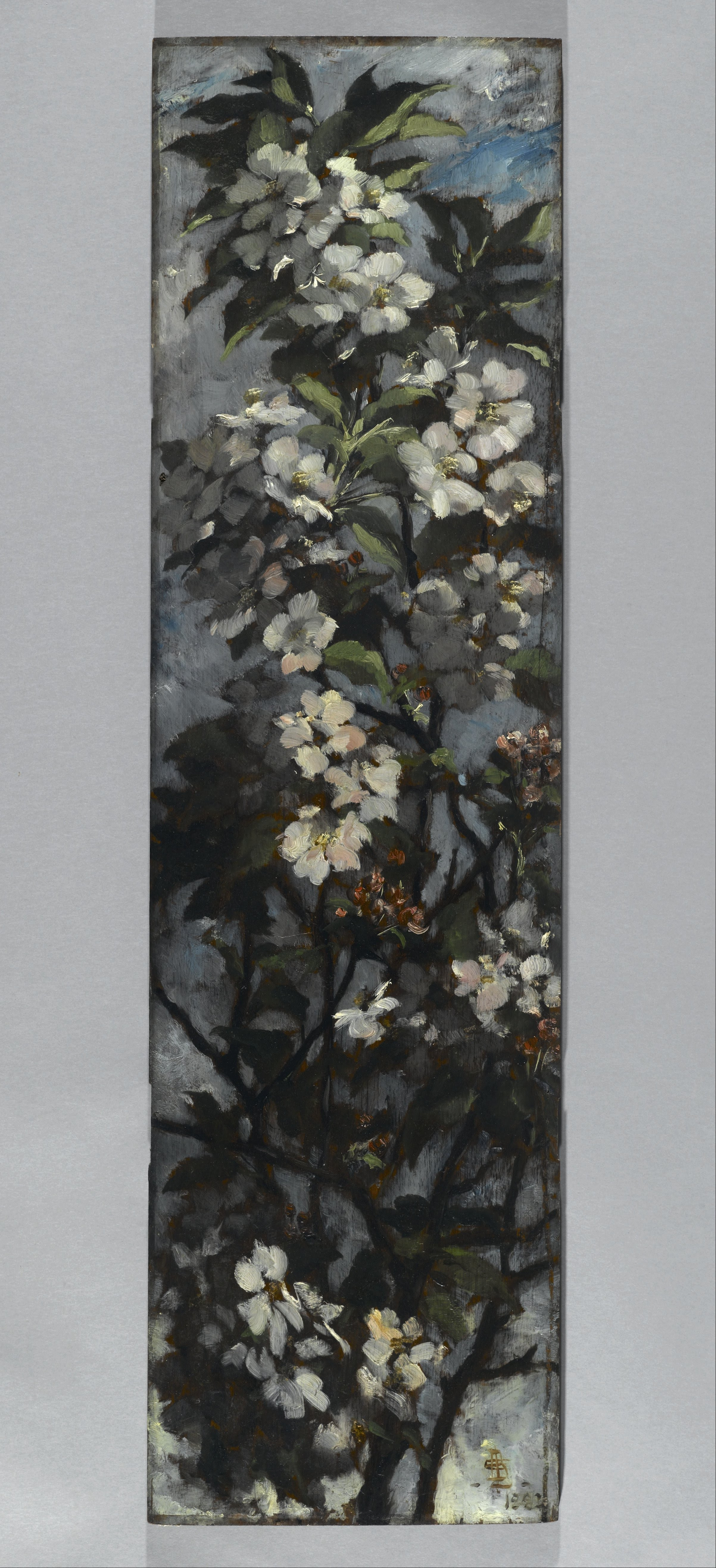
Apple Blossoms (1882)
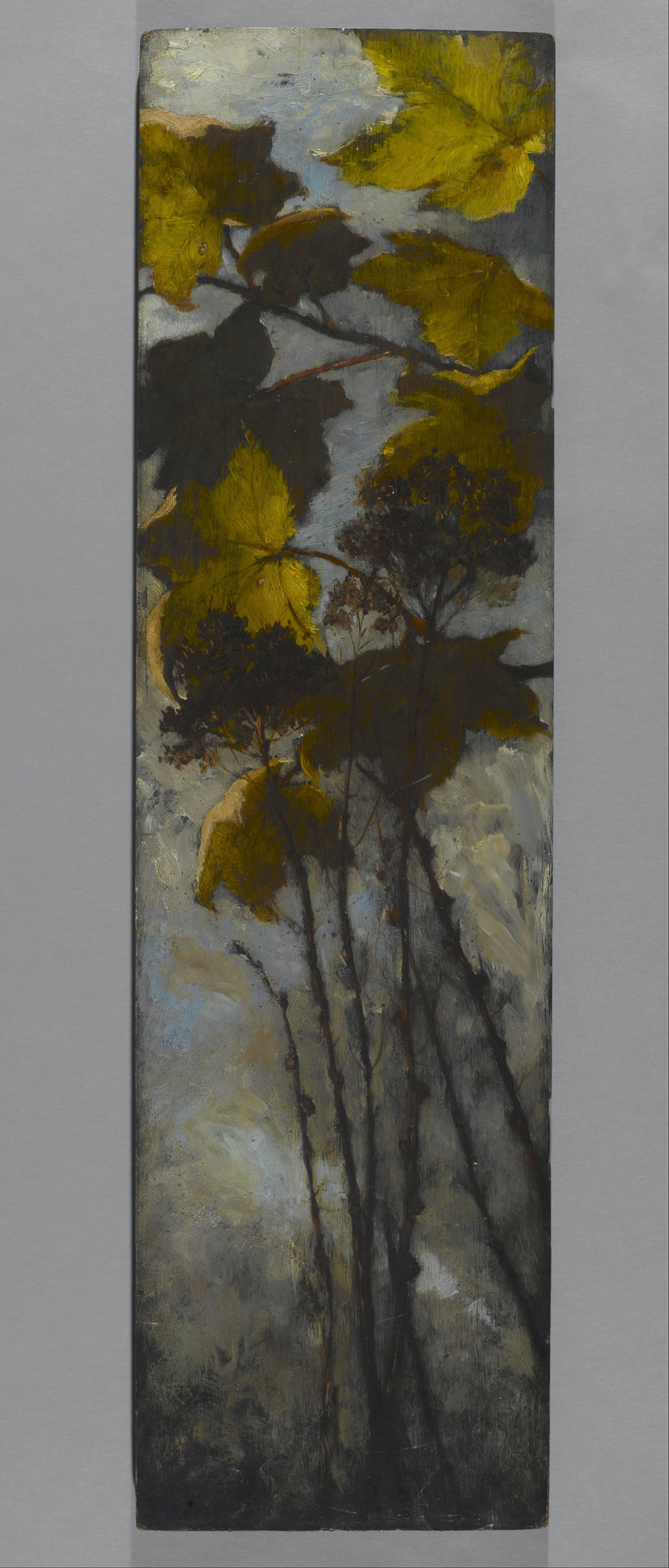
Autumn Foliage (1882)
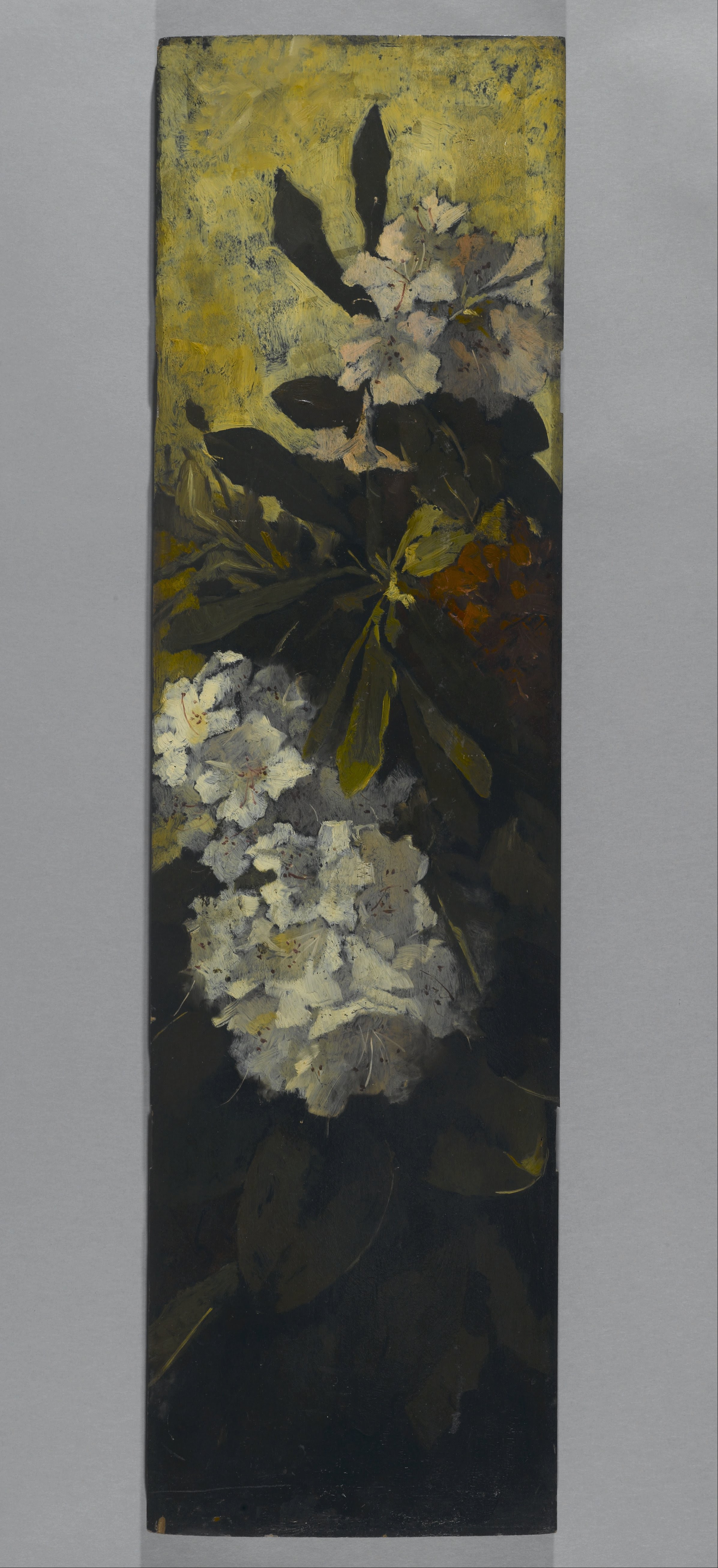
Rhododendrons (1882)
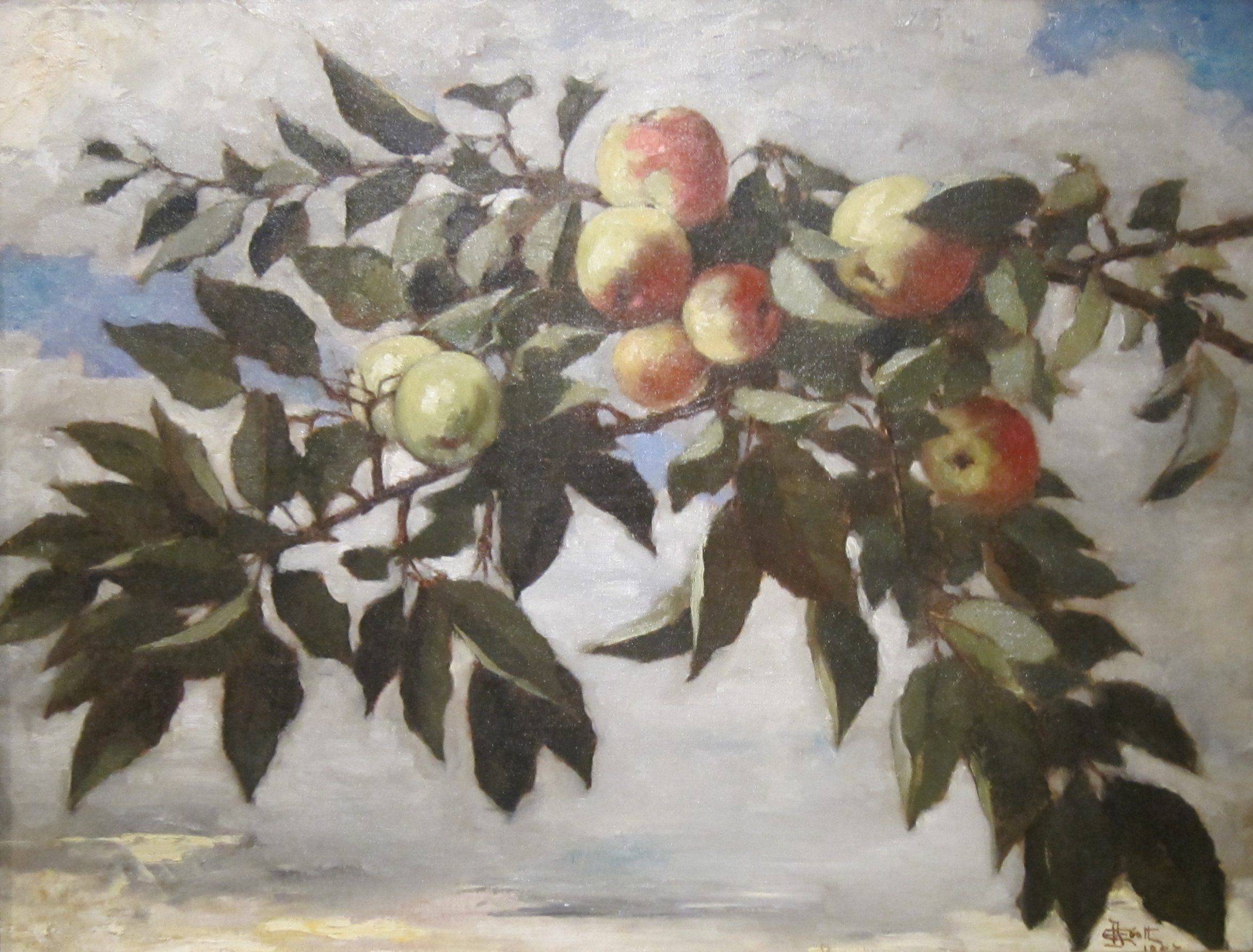
Apple Tree Branches (1883)
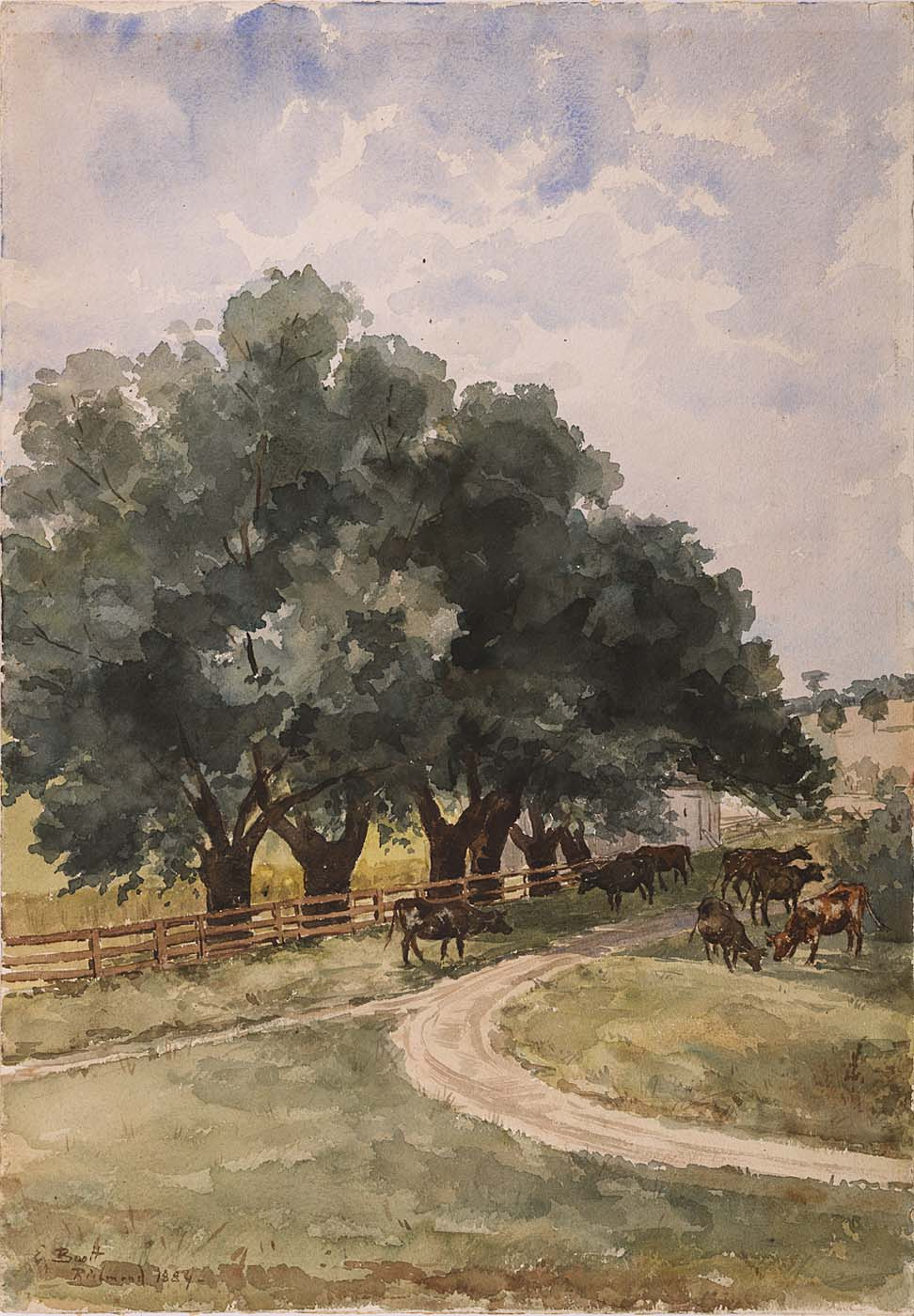
Richmond (1884)
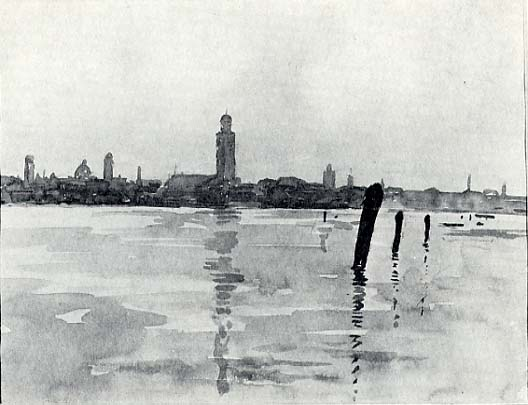
Venetian Water Scene (date inconnue)